# Elena Sergeevna Produnova
Elena Sergeevna Produnova (in russo Елена Сергеевна Продунова?; Rostov sul Don, 15 febbraio 1980) è un'ex ginnasta russa.
Conosciuta per l'esplosività dei suoi volteggi e delle diagonali al corpo libero, è stata la prima donna ad eseguire con successo il volteggio Roche (triplo salto avanti mortale raccolto) che ha preso il suo nome nel codice dei punti della ginnastica femminile e che rimane ad oggi il salto più difficile che si possa eseguire nell'artistica femminile.
Oggi la Produnova lavora come ambasciatrice della "ginnastica estetica" e vive a Rostov sul Don insieme al marito.
Ha lavorato per breve tempo come allenatrice della squadra nazionale russa, ed ha presenziato, sempre come allenatrice, ai Mondiali di Anaheim 2003.

## Carriera sportiva

### 1995-1996
La prima competizione importante di Elena sono i Campionati Mondiali di Sabae 1995, dove la Russia finisce al quarto posto nella classifica a squadre. Individualmente esegue dei buoni esercizi, ma non riesce a centrare alcuna finale.
Un infortunio al piede non le permette di entrare a far parte della squadra Olimpica del 1996.

### 1997-1998: Mondiali e Goodwill Games
Guarita dall'infortunio, nel 1997 stupisce il pubblico e la giuria presente ai Campionati Mondiali grazie alla potenza dei suoi esercizi. Durante le qualificazioni la Produnova è la seconda miglior ginnasta dell'evento, dietro solo alla connazionale Svetlana Chorkina. Durante la finale all-around Simona Amânar supera Elena, che vince così la medaglia di bronzo. Durante la finale al corpo libero esegue un esercizio pulito, ma non abbastanza per poter superare Gina Gogean e la Chorkina. Vince anche la medaglia d'argento con la Russia, battuta dalla Romania.
L'anno successivo arriva terza al volteggio e quinta nel concorso generale ai Nazionali Russi. Poco prima degli Europei si infortuna alla caviglia ed è costretta a rinunciare alla gara. Lo stesso infortunio la limita in Coppa del Mondo e ai Goodwill Games. Alla Swiss Cup vince il titolo alla trave, battendo Simona Amanar e Svetlana Chorkina.

### 1999: American Cup e Mondiali
All'inizio del 1999, Elena vince i Campionati Nazionali e arriva seconda all'American Cup a causa di un'uscita di pedana durante la sua ultima diagonale al corpo libero, condita peraltro con una caduta.
Ai Mondiali di Tianjin esegue per la prima volta l'elemento al volteggio che porta il suo nome: il Produnova, un doppio salto raccolto. In questa edizione dei mondiali Elena viene soprannominata "regina dei quarti posti", in quanto ha terminato la finale individuale, al volteggio, alle parallele e al suolo proprio ai piedi del podio. La Russia finisce la gara ancora dietro alla Romania.
Nello stesso anno partecipa alle Universiadi dove vince il titolo al volteggio, alla trave e nel concorso a squadre, mentre arriva seconda nel concorso individuale.

### 2000: Olimpiadi di Sydney
Dopo aver vinto un oro e un argento ai Campionati europei, la Produnova venne convocata, insieme a Ekaterina Lobaznjuk, Svetlana Chorkina, Elena Zamolodčikova, Anna Chepeleva e Anastas'ja Kolesnikova, per le Olimpiadi di Sydney 2000. Qui si piazzò seconda con la squadra e sesta a parallele, ma dovette rinunciare alla finale all-around per un infortunio al piede. Nonostante il dolore al piede la Produnova gareggiò ugualmente nella finale a trave dove vinse il bronzo dietro a Liu Xuan e alla compagna di squadra Lobaznjuk.

## I "Produnova"
La Produnova è più conosciuta per il movimento al volteggio che porta il suo nome, che è ancora oggi, a pari merito con il Biles, il più difficile dei volteggi che possono essere eseguiti nell'artistica femminile (con coefficiente di difficoltà di 6,4), ma è anche una delle poche ginnaste ad avere dato il nome ad un movimento in tutti e quattro gli attrezzi.
Il volteggio Produnova fu eseguito dalla Produnova per la prima volta ai Mondiali del 1999, nella finale ad attrezzo, dove ottenne il quarto posto; i giudici giustificarono il suo basso punteggio dicendo che la tecnica aerea e la posizione d'arrivo troppo bassa lasciavano a desiderare.
Ben 13 anni dopo il ritiro della Produnova, la prima ginnasta capace di eseguirlo senza cadere né sbilanciarsi è stata Dipa Karmakar nel 2014 ai XX Giochi del Commonwealth, ottenendo un punteggio di 8,1 nell'esecuzione.